# Tổng công ty Thái Sơn
Tổng Công ty Thái Sơn (Thaison Group) tiền thân là Công ty Ứng dụng Khoa học Kỹ thuật Nhiệt đới (TROPICO), được thành lập vào năm 1991, là một doanh nghiệp trực thuộc Bộ Quốc phòng Việt Nam, đứng hạng 257 trong số 500 công ty lớn nhất Việt Nam.